# Джим Хол
Джим Хол (на английски: Jim Hall) е американски пилот от Формула 1, роден е на 23 юли 1935 г. в Абълийн, Тексас, САЩ.

## Кариера във Формула 1
Джим Хол дебютира във Формула 1 през 1960 г. в Голямата награда на САЩ с тима на Лотус, в световния шампионат на Формула 1 записва 12 участия и печели три точки.